# Ne Janneman
Ne Janneman is een Belgisch bier, gebrouwen door Brouwerij Sint-Jozef in opdracht van brouwerij Kerkom, die het op haar beurt laat brouwen voor drankenservice Pelgrims te Aarschot. Het bier is in veel drankhandels verkrijgbaar.

## Geschiedenis
Ne Janneman wordt reeds gebrouwen sinds 1991. Van in het begin werd het gemaakt in opdracht van een drankhandel uit Aarschot (oorspronkelijk een andere drankhandel dan de huidige). In de loop der jaren veranderde het enkele keren van brouwerij en van alcoholpercentage.
- Ne Janneman werd oorspronkelijk in opdracht gebrouwen door de Brouwerij van Achouffe. Het had een alcoholpercentage van 8,5% en was een origineel bier.
- Omdat brasserie d’Achouffe sterk groeide, werd een grotere afname vereist.[1] Daarom werd overgeschakeld naar Brasserie La Rezette in Éprave. Deze brouwerij veranderde haar naam later in Brasserie La Rochefortoise.[2] Het bier had toen een alcoholpercentage van 8%.[3]
- Brasserie La Rochefortoise stopte in 2002, waardoor weer een andere brouwerij moest gezocht worden. Ne Janneman werd toen een etiketbier van Moinette Blonde, gebrouwen door brouwerij Dupont te Tourpes.

## Het huidige bier
De huidige Ne Janneman is een amberkleurig bier van hoge gisting met nagisting in de fles en een alcoholpercentage van 7%. Mogelijk is het een etiketbier van Bloesem Bink.